# 第五届东方风云榜
第五届东方风云榜于1998年3月27日在上海体育馆举行。

## 获奖名单
- 最受欢迎男歌手：金学峰
- 最受欢迎女歌手：陈明
- 最受欢迎乐队组合：零点乐队《每一日每一夜》
- 最佳作词：陈涛
- 最佳作曲：张宏光
- 东方新人：唯嘉《我的世界》、潘晓峰《家乡的夜》、谢云《变》、徐奕东《蒸发》、李慧珍《在等待》
- 最佳音乐电视：朱哲琴《拉萨谣》
- 风云大奖：刘欢《好汉歌》
- 十大金曲

| 十大金曲         | 演唱   | 作词         | 作曲   |
| 快乐老家         | 陈明   | 浮克         | 浮克   |
| 为你自豪         | 罗中旭 | 罗中旭、洛兵 | 罗中旭 |
| 错爱             | 高林生 | 彭程、范立   | 彭程   |
| 许愿             | 阿峰   | 陈树         | 李汉颖 |
| 我怎么了         | 朱桦   | 吴军         | 吴军   |
| 笨鸟先飞         | 金学峰 | 舒楠         | 舒楠   |
| 爱了恨了笑了疼了 | 周敏萱 | 李小兵       | 李小兵 |
| 长江谣           | 程闯   | 张全复       | 张全复 |
| 中国娃           | 解小东 | 曲波         | 戚建波 |
| 纸月亮           | 黄格选 | 曹峻         | 安栋   |